# Saint-Jean (Haute-Garonne)
Saint-Jean település Franciaországban, Haute-Garonne megyében. Lakosainak száma 11 239 fő (2022. január 1.). Saint-Jean Saint-Geniès-Bellevue, Castelmaurou, Montrabé, Rouffiac-Tolosan és L’Union községekkel határos.

## Népesség
A település népessége az elmúlt években az alábbi módon változott:
| Lakosok száma | 1887 | 6512 | 7168 | 9339 | 10 358 | 10 596 | 10 694 | 11 017 | 11 114 | 11 239 |
|               | 1968 | 1982 | 1990 | 2006 | 2013   | 2015   | 2017   | 2019   | 2020   | 2022   |